# Fulton, Illinois
Fulton är en ort i Whiteside County i delstaten Illinois, USA.